# Canções a Granel
Canções a Granel foi o primeiro programa transmitido na emissão regular da RTP, canal público de televisão portuguesa. A sua sessão inaugural foi a 7 de março de 1957, contando com a apresentação de Raul Solnado, e a presença de Maria de Lurdes Resende, Rui de Mascarenhas e o conjunto Domingos Vilaça, com produção de Francisco Mata e realização de Ruy Ferrão. Este foi o primeiro programa de televisão da historia da RTP e de Portugal. Era um programa musical de 20 minutos que foi descrito na altura da sua exibição como tendo "muito chão e pouca orquestra".Esteve no ar apenas durante dez semanas, sobretudo às quintas-feiras e domingos, e foi emitido pela última vez no dia 16 de maio. Neste programa participaram artistas como o Trio Odemira, Júlia Barroso, Lina Maria, Guilherme Kjölner, António Mestre, Armando Rodrigues, José António, Gina Esteves, os Manos Alexandres, o Sexteto Vocal Masculino, Maria Clara, Maria Paula, Domingos Marques e o Conjunto Höhner.